# Gibbium psyllioides
Gibbium psyllioides là một loài bọ cánh cứng trong họ Ptinidae. Loài này được Czempinski miêu tả khoa học năm 1778.